# César Garin
César Garin (all'anagrafe Claude-César Garin; pron. fr. AFI: klod sezaʁ ɡa.ʁɛ̃) (Arvier, 16 dicembre 1879 – Parigi, 27 marzo 1951) è stato un ciclista su strada italiano naturalizzato francese.
Professionista dal 1903 al 1908, era il fratello minore di Maurice e Ambroise Garin.

## Carriera
Non ottenne vittorie da professionista, ma solo alcuni piazzamenti. Nel 1900 fu terzo alla Bordeaux-Parigi, nel 1904 secondo alla Parigi-Roubaix, corsa che terminò al quinto posto nel 1906. Partecipò al Tour de France 1904, che concluse al terzo posto, venendo successivamente squalificato per aver violato il regolamento.

## Piazzamenti

### Grandi Giri
- Tour de France

1904: squalificato

### Classiche monumento
- Parigi-Roubaix

1904: 2º
1906: 5º